# Operacja Perch
Operacja Perch – brytyjska ofensywa, która miała miejsce w dniach 7–14 czerwca 1944 r., podczas wczesnego etapu kampanii normandzkiej w II wojnie światowej. Operacja miała na celu okrążenie i zajęcie normandzkiego miasta Caen, które było celem brytyjskiej 3 Dywizji Piechoty w dniu inwazji na Francję. Operacja Perch miała się rozpocząć natychmiast po wylądowaniu na brytyjskich plażach desantowych wyprawą na południowy wschód od Caen w wykonaniu XXX Korpusu. Jednak trzy dni po inwazji miasto znajdowało się nadal w rękach niemieckich i plany działania zostały zmienione. Operacja została rozszerzona o udział I Korpus w ataku okrążającym na Caen.
Następnego dnia XXX Korpus na zachodzie uderzył na południe w kierunku Tilly-sur-Seulles zajęte przez Dywizję Panzer Lehr, a wieś została zajęta i ponownie utracona kilka razy. I Korpus rozpoczął uderzenie na wschodzie dwa dni później od przyczółka nad rzeką Orne, który został zabezpieczony w czasie operacji Tonga. I Korpus był jednak opóźniony ciągłymi kontratakami 21 Dywizji Pancernej. Z powodu rosnącej liczby ofiar i braku oznak niemieckiego odwrotu operacja została zawieszona 13 czerwca.
Dalej na zachód w rejonie amerykańskiej 1 Armii ataki alianckie wybiły lukę w niemieckiej obronie. Część brytyjskiej 7 Dywizji Pancernej została skierowana z Tilly-sur-Seulles, aby przejść przez lukę w manewrze flankującym i zmusić Dywizję Panzer Lehr do wycofania się. 14 czerwca, po dwóch dniach walki, której częścią była bitwa o Villers-Bocage, 7 Dywizja Pancerna otrzymała rozkaz wycofania się w kierunku Caumont. Zaplanowano wznowienie ofensywy po wzmocnieniu 7 Dywizji Pancernej, ale plany się nie powiodły, gdy sztorm na Kanale La Manche poważnie opóźnił lądowanie zapasów i posiłków.
Analiza bitwy wzbudza kontrowersje, ponieważ wielu historyków i pisarzy doszło do wniosku, że to porażki brytyjskich dowódców dywizji i korpusu zmarnowały okazję do zdobycia Caen, a nie Niemcy osiągający sukces obronny. Aby oprzeć się ofensywie, Niemcy dokonali przeniesienia najpotężniejszych rezerw pancernych, co pozbawiło ich siły bojowej do kontrofensywy i pozbawiło inicjatywy.

## Tło sytuacyjne

### Operacja Overlord

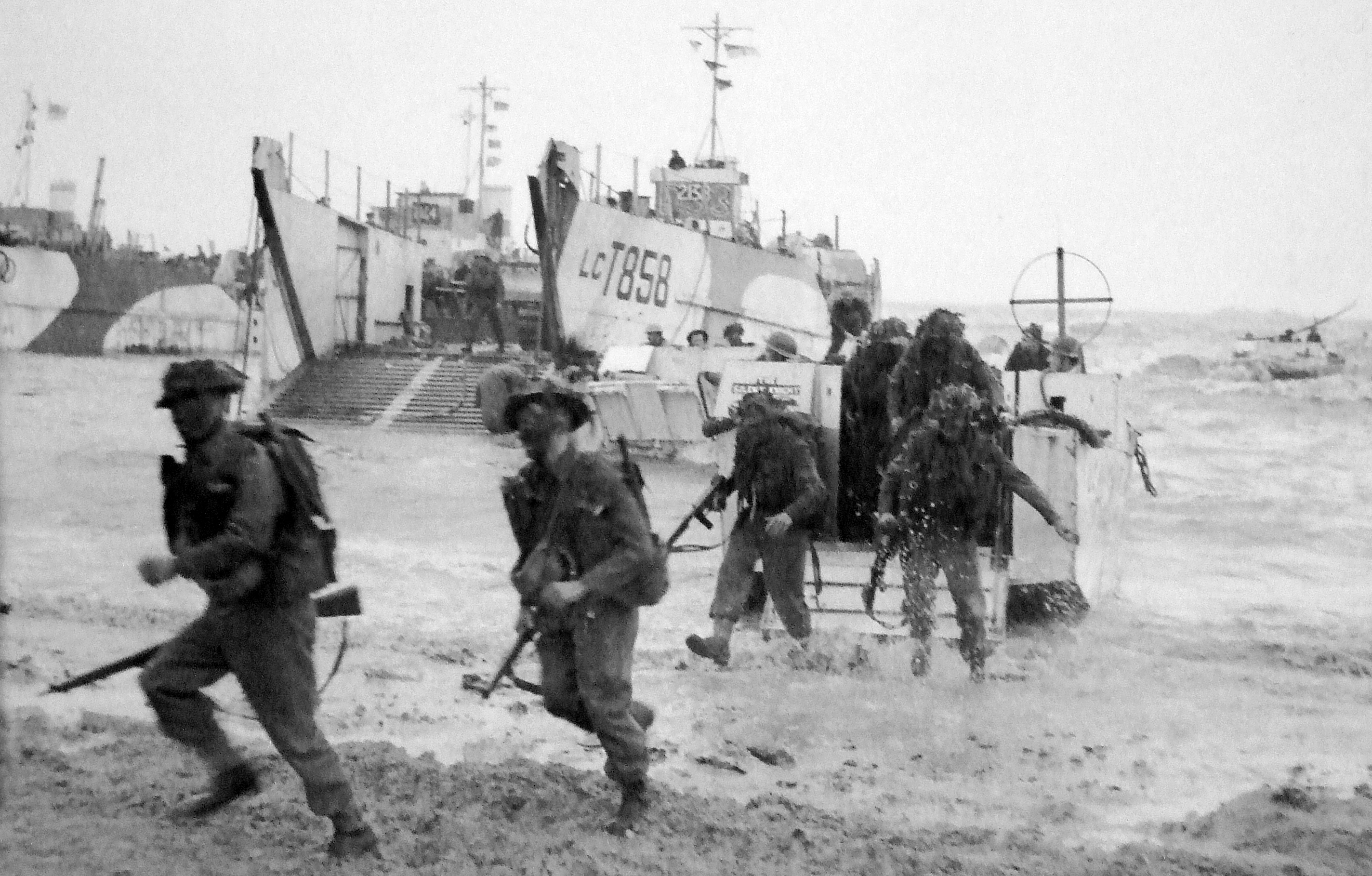
Żołnierze 50 Dywizji Piechoty Northumbrian lądują na brzegu w pobliżu La Riviere 6 czerwca 1944 r.

Normandzkie miasto Caen było celem 3 Dywizji Piechoty, która wylądowała na plaży Sword 6 czerwca 1944 r. Zdobycie Caen było najbardziej ambitnym celem I Korpusu gen. Johna Crockera Plan operacji Overlrd nakładał na brytyjską 2 Armię gen. Milesa Dempseya zadanie zabezpieczenia miasta, a następnie utworzenia linii frontu od Caumont-l’Éventé na południowy wschód od Caen, zdobywając lotniska i chroniąc lewą flankę amerykańskiej 1 Armii podczas jej ataku na Cherbourg. Kontrolowanie Caen i okolic dałoby 2 Armii odpowiednią bazę wypadową do uderzenia na południe w celu zdobycia Falaise, które mogłoby być wykorzystane jako oś obrotu na lewo od frontu alianckiego, aby nacierać dalej na Argentan, a następnie w kierunku rzeki Touques, aby okrążyć wojska niemieckie w Normandii. Teren pomiędzy Caen i Vimont był szczególnie obiecujący, ponieważ był otwarty, suchy i sprzyjał szybkim operacjom ofensywnym. Alianci znacznie przewyższali liczebnie Niemcy w czołgach i pojazdach pancernych, a bitwa mobilna byłaby dla nich korzystna.

### Operacja Perch

Czołgi z 4 Pułku County of London Yeomanry, 7 Dywizji Pancernej, przemieszczają się w głąb lądu z plaży Gold, 7 czerwca 1944 r.

Operacja Perch miała stworzyć groźbę brytyjskiego przełamania frontu na południowy wschód od Caen w wykonaniu XXX Korpusu. 50 Dywizja Piechoty Northumbrian wylądowała na plaży Gold 6 czerwca i miała szybko przenieść się w głąb lądu oraz zdobyć Bayeux i drogę do Tilly-sur-Seulles. 7 Dywizja Pancerna i 8 Brygada Pancerna miały następnie wyprzedzić 50 Dywizję Northumbrian i przejść z Tilly-sur-Seulles do Mont Pinçon. XXX Korpus wylądował na plaży Gold o godzinie 7:30 w dniu 6 czerwca, oczyścił siedem wyjść z plaży i przeszedł 8 km w głąb lądu. Niemiecki opór w Le Hamel opóźnił jednak jednostkę i uniemożliwił osiągnięcie wszystkich celów dnia lądowania przed zmrokiem. Patrole dotarły do Bayeux i nawiązały kontakt z kanadyjską 3 Dywizją Piechoty, która wylądowała na plaży Juno na wschodzie. 47 batalion Royal Marines posunął się na zachód wzdłuż wybrzeża, aby połączyć się z siłami amerykańskimi przemieszczającymi się w głąb lądu z plaży Omaha, ale nie dotarł do Port-en-Bessin-Huppain o 4,8 km.
Po południu niemiecki LXXXIV Korpus nakazał swojej grupie bojowej Kampfgruppe Meyer uderzenie na flankę 50 Dywizji na północ od Bayeux. W trakcie ataku rozkazano jednak jednemu batalionowi uderzać w kierunku plaży Omaha, osłabiając siłę kontrataku, co było kosztowną porażką. 7 czerwca większość 7 Dywizji Pancernej wylądowała zgodnie z harmonogramem, a XXX Korpus zabezpieczył pozostałe cele D-Day, w tym Bayeux i Port-en-Bessin-Huppain. LXXXIV Korpus wysłał swoją ostatnią jednostkę rezerwową, 30 Brygadę Mobilną, w kierunku plaży Gold, aby powtórzyć kontratak, który również nie powiódł się, a brygada została zniszczona na północ od Bayeux. Niemcy ocalali z dwóch kontrataków zostali wpędzeni do kotła na północ od miasta przez anglo-amerykańskie ataki, chociaż Amerykanie nie wiedzieli, że okrążyli przeciwnika. Z plaży Sword 3 Dywizja Piechoty ze składu I Korpusu zbliżyła się do Caen, ale odwróciła część jednostek, aby zdobyć niemieckie pozycje wzdłuż trasie do miasta o długości 15 km, co zmniejszyło siłę ataku piechoty, a towarzysząca jej 27 Brygada Pancerna została opóźniona z powodu zatłoczenia przyczółka. Dywizja została zatrzymana przed Caen przez 21 Dywizję Pancerną.

## Preludium

### Operacja Wild Oats

Obszar na zachód od Caen

9 czerwca dowódca alianckich sił lądowych, gen. Bernard Law Montgomery spotkał się z Dempseyem i Omarem Bradleyem, dowódcą amerykańskiej 1 Armii, po czym zdecydowano, że Caen zostanie zdobyte w ataku okrążającym o kryptonimie operacja Wild Oats. Od wschodu 51 Dywizja Piechoty Highland i 4 Brygada Pancerna I Korpusu miały pomaszerować na wschód z przyczółka 6 Dywizji Powietrznodesantowej nad rzeką Orne i zaatakować w kierunku Cagny, 9,7 km na południowy wschód od Caen. XXX Korpus wysłałby na zachód 7 Dywizję Pancerną przez rzekę Odon, aby zajął Évrecy i Wzgórze 112. 1 Dywizja Powietrznodesantowa miała zostać wtedy zrzucona na spadochronach pomiędzy kleszcze alianckiego ataku lądowego, ale naczelny dowódca sił lotniczych gen. Trafford Leigh-Mallory zastosował weto wobec planu powietrznego jako zbyt ryzykownego dla samolotów transportowych.

### Niemieckie przygotowania obronne
Pod koniec 7 czerwca I Korpus Pancerny SS został przeniesiony z dowództwa 7 Armii do Panzergruppe West gen. Geyra von Schweppenburga. Feldmarsz. Gerd von Rundstedt, najwyższy dowódca sił niemieckich na Zachodzie (OB West), nakazał Panzergruppe West zaplanować kontratak na 10 czerwca. Plan ten został anulowany przez feldmarsz. Erwina Rommla, dowódcę Grupy Armii B z powodu braku wystarczającej liczby żołnierzy. Do Normandii zostały przewiezione jednostki niemieckie w celu powstrzymania alianckiej inwazji. I Korpus Pancerny SS składał się z Dywizji Panzer Lehr, jednej z najsilniejszych dywizji armii niemieckiej, 12 Dywizji Pancernej SS „Hitlerjugend” i 21 Dywizji Pancernej. Wiodące elementy Dywizji Panzer Lehr przybyły w nocy 9 czerwca do Tilly-sur-Seulles, tracąc do 200 pojazdów w wyniku ataków powietrznych, przemierzając 140 km od Chartres, ponieważ zostały odwrócone od walki z brytyjskim I Korpusem na północ od Caen ze względu na sukces 50 Dywizji Northumbrian. Części 12 Dywizji Pancernej SS, 21 Dywizji Pancernej i pozostałości 716 Dywizji Piechoty zostały przeniesione do Caen, naprzeciwko I Korpusu. Przeprowadzono kilka ataków na anglo-kanadyjski przyczółek na północ od Caen. We wczesnych godzinach 9 czerwca ocalali z Kampfgruppe Meyer i 30 Brygady Mobilnej wyszli z kotła na północ od Bayeux. Później tego samego dnia XXX Korpus połączył siły z Amerykanami, podczas gdy 50 Dywizja Piechoty Northumbrian dotarła na północno-wschodnie obrzeża Tilly-sur-Seulles i napotkała czołgi Dywizji Panzer Lehr. Wieczorem Dywizja Panzer-Lehr i 12 Dywizja Pancerna SS zaatakowały brytyjską kompanię piechoty i pokonały ją, jednak następnego dnia rano zostały zmuszone do powrotu.

## Bitwa

### XXX Korpus
10 czerwca 7 Dywizja Pancerna przejęła część frontu 50 Dywizji Northumbrian z 56 Brygadą Piechoty na szpicy. Do zmroku 7 Dywizja Pancerna dotarła do północno-zachodnich krańców Tilly-sur-Seulles i następnego dnia przedostała się do wioski, zajmując centralne skrzyżowanie. Dywizja Panzer-Lehr dokonała kilku kontrataków, które wyparły Brytyjczyków, a ataki 50 Dywizji Northumbrian ugrzęzły w bocage. Grupa Armii B planowała wycofać dywizje pancerne stojące przed 2 Armią od 11 czerwca i zastąpić je dywizjami piechoty, aby skoncentrować czołgi na obszarze Carentan i zniwelować zagrożenie dla Cherbourga. Adolf Hitler anulował jednak plany Rommela i następnego dnia nakazał mu nie wycofywać się, a zamiast tego zwijać aliancki przyczółek ze wschodu na zachód, zaczynając od przyczółka Orne.

### I Korpus
Podczas gdy XXX Korpus zaatakował Tilly-sur-Seulles, natarcie I Korpusu zostało przełożone na 12 czerwca z powodu złej pogody, która opóźniła lądowanie 51 Dywizji Piechoty Highland i 4 Brygady Pancernej. 10 czerwca niemieckie czołgi i piechota dokonały kilku ataków na 6 Dywizję Powietrznodesantową na przyczółku Orne, co zapobiegło atakowi brytyjskiemu. Niemcy zostali odparci za pomocą ostrzału artylerii okrętowej, a następnie byli kontratakowani; pojmany niemiecki oficer zauważył, że jego „batalion został praktycznie zniszczony” podczas dwunastu godzin walki. Wieczorem niemiecki atak na Ranville został odparty z wieloma ofiarami po stronie atakujących. Awangarda 51 Dywizji Piechoty Highland przybyła wieczorem i zaatakowała Bréville o świcie, co było kosztowną porażką; inne elementy dywizji szybko zabezpieczyły Touffréville. Po południu 11 czerwca Pułk The Queen's Own Rifles of Canada i 1 Pułk Huzarów zaatakowały Le Mesnil-Patry, aby pomóc w natarciu 69 Brygady 50 Dywizji Northumbrian, lecz atak okazał się kolejną kosztowną porażką. 12 czerwca niemieckie kontrataki zostały wyprowadzone z okolic Bréville przeciwko przyczółkowi Orne. Walki trwały cały dzień, a straty po obu stronach były poważne, lecz wieczorem Niemcy wycofali się. Aby zlikwidować lukę w obronie brytyjskiej, podjęto decyzję o zabezpieczeniu Bréville, a 12. batalion Pułku Spadochronowego zdobył północne podejście do wioski, ale poniósł 141 ofiar wśród 160 żołnierzy zaangażowany w atak. 51 Dywizji Piechoty Highland przeciwstawiła się 21 Dywizja Pancerna, próbują zepchnąć ją na południe do Sainte Honorine. Ofensywa na wschód od Caen została anulowana 13 czerwca.

### Luka Caumont

Pozycje aliantów i Niemców 12 czerwca 1944 r.

Chociaż próba zajęcia Caen została powstrzymana, na prawej flance XXX Korpusu (skrzyżowanie brytyjskiej 2 Armii i amerykańskiej 1 Armii) rozwinęła się możliwość manewru flankującego. Od D-Day Brytyjczycy i Amerykanie zniszczyli pięć niemieckich grup bojowych na tym obszarze, w tym rezerwy LXXXIV Korpusu, pozostawiając jedynie resztki 352 Dywizji Piechoty w sektorze Trévières–Agy. 352 Dywizja działała od czasu obrony plaży Omaha 6 czerwca i otrzymała przez ten czas niewiele rezerw. Amerykańska 1 i 2 Dywizja Piechoty doprowadziły do upadku lewej flanki 352 Dywizji. W nocy z 9 na 10 czerwca 352 Dywizja otrzymała zgodę na wycofanie się w stronę Saint-Lô, co stworzyło dwunastokilometrową lukę w liniach niemieckich w pobliżu Caumont-l'Éventé. W okolicy pozostał tylko batalion rozpoznawczy 17 Dywizji Grenadierów Pancernych SS „Götz von Berlichingen”, który został odłączony, gdy dywizję przeniesiono na zachód w celu przygotowania kontrofensywy w rejonie Carentan.
Niemcy planowali użyć 2 Dywizji Pancernej, aby wypełnić lukę, ale 10 czerwca większość dywizji została pobita pomiędzy Amiens i Alençon, dlatego nie spodziewano się, że odzyska siłę przez kolejne trzy dni. Gen. Hans Freiherr von Funck z XLVII Korpusu Pancernego rzucił dywizjonowy batalion rozpoznawczy do Caumont z rozkazem utrzymania wzniesienia. Dowódca I Korpusu Pancernego SS, gen. Sepp Dietrich, rozkazał swemu jedynemu dostępnemu w rezerwie 101. batalionowi czołgów ciężkich, aby przesunął się za Dywizję Panzer Lehr i 12 Dywizję Pancerną SS w celu osłonięcia lewej flanki. 2. kompania 101. batalionu pod dowództwem Michaela Wittmanna z pięcioma działającymi czołgami Tygrys, została wysłana na pozycje na południe od punktu 213 pod Villers-Bocage i przybyła tam 12 czerwca, po pięciu dniach jazdy z Beauvais.

Schemat luki Caumont i postępów dokonanych przez siły anglo-amerykańskie

12 czerwca gen. Dempsey spotkał się z gen. Gerardem Bucknallem, dowódcą XXX Korpusu i gen. George'em Erskinem z 7 Dywizji Pancernej; nakazał Erskine' owi wycofać się z walki wokół Tilly-sur-Seulles. 7 Dywizja Pancerna miała wykorzystać tę lukę, aby przejąć Villers-Bocage i przejść za lewą flankę Dywizji Panzer Lehr, do grzbietu położonego około 2,6 km na wschód od miasta. Uważano, że pojawienie się brytyjskich czołgów za Dywizją Panzer Lehr na wzniesieniach okrakiem niemieckich linii zaopatrzeniowych zmusiłoby niemiecką dywizję do wycofania się lub doprowadziłoby do jej okrążenia. Aby wesprzeć manewr flankujący 7 Dywizji Pancernej, 50 Dywizja Piechoty Northumbrian miała kontynuować atak frontalny przeciwko Dywizji Panzer Lehr wokół Tilly-sur-Seulles. Amerykański V Korpus ruszyłby w tym samym czasie: 1 Dywizja Piechoty, aby zdobyć Caumont i pobliskie wzniesienia, a 2 Dywizja Piechoty, by posunąć się w stronę Saint-Lô.
7 Dywizja Pancerna powoli przemieszczała się na nowe pozycje i rano 12 czerwca kontynuowała atak na Tilly-sur-Seulles, zgodnie z pierwotnymi rozkazami. O godz. 12:00 Erskine nakazał bryg. Hinde, dowódcy 22 Brygady Pancernej, aby natychmiast przeszedł przez lukę. Gdy 131 Brygada Piechoty była gotowa do działania, 56 Brygada Piechoty została przekazana pod kontrolę 50 Dywizji Northumbrian. Pułk rekonesansu pancernego 7 Dywizji Pancernej, 8 Królewski Pułk Huzarów Irlandzkich, zaczął rozpoznawać trasę natarcia, a reszta dywizji opuściła Trungy około 16:00. Cztery godziny później awangarda zbliżyła się do Livry po dziewiętnastokilometrowym marszu bez napotkania jakiegokolwiek oporu, z czego ostatnie 9,7 km prowadziło przez terytorium kontrolowane przez Niemców.
Na północ od Livry czołgi Mk VIII Cromwell 8 Pułku Huzarów zostały obezwładnione przez działo przeciwpancerne kompanii eskortowej Dywizji Panzer Lehr; piechota i czołgi zostały przeniesione i oczyściły pozycje po dwóch godzinach. Po dotarciu w okolice La Mulotiere bryg. Hinde nakazał zatrzymać się na noc, aby ukryć cel natarcia. Cromwelle 8 Królewskiego Pułku Huzarów Irlandzkich i 11 Pułku Huzarów Prince Albert's Own (pułk samochodów pancernych XXX Korpusu) rozpoznali flanki. 11 Pułk Huzarów nie znalazł śladów oporu po prawej, łącząc się z amerykańską 1 Dywizją Piechoty w pobliżu Caumont; na lewej flance 8 Pułk Huzarów zlokalizował elementy Dywizji Panzer Lehr w odległości 3,2 km od siebie.

### Bitwa o Villers-Bocage

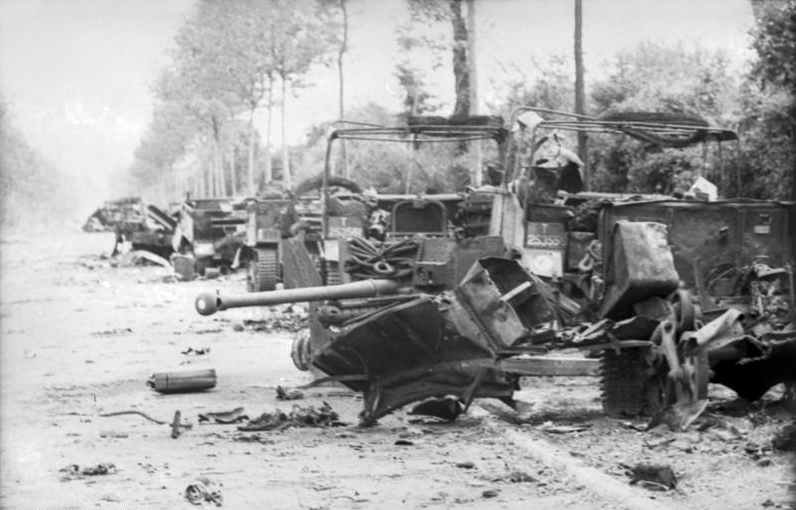
6-funtowe działo przeciwpancerne i transportery Loyd Carrier zniszczone przez czołgi Michaela Wittmanna

Brytyjskie natarcie wznowiono o 5:30, a około 8:30 awangarda 22 Pancernej Grupy Brygadowej wkroczyła na zachodni kraniec Villers-Bocage. Szwadron 4 Pułku County of London Yeomanry Sharpshooters przejechał przez miasto i zajął punkt 213 na wschód od niego, przy drodze do Caen. Pułk dowodzenia i kompania piechoty zajęły wschodni kraniec miasta wzdłuż głównej drogi.
Około godziny 9:00 czołgi brytyjskiej awangardy zostały zaatakowane przez 3–5 Tygrysów 2. kompanii 101. batalionu czołgów ciężkich. Maszyna pod dowództwem Michaela Wittmanna wjechała do Villers-Bocage i zniszczyła kilka czołgów 4 Pułku oraz pokonała oddział rozpoznawczy, a następnie zaatakowała brytyjskie czołgi wkraczające do miasta od zachodu, zanim spróbowała się wycofać. Tygrys został unieruchomiony przez brytyjski ogień przeciwpancerny i został porzucony przez załogę, która uciekła w kierunku Château Orbois, aby zgłosić się do Dywizji Panzer Lehr po nowe rozkazy. W mniej niż 15 minut 13–14 czołgów, dwa działa przeciwpancerne i 13–15 pojazdów transportowych zostało zniszczonych, wiele z nich przez czołg Wittmanna. Przez resztę poranka batalion piechoty z 22 Brygady Pancernej zajął pozycje obronne w mieście; jednak żołnierze w punkcie 213 zostali odcięci. Siły zebrane w celu przebicia się do nich nie były jednak w stanie przejść na grzbiet, a gdy więcej sił niemieckich przybyło między 11:00 a 13:00, okrążony szwadron poddał się. Niemieckie rezerwy związały walką 22 Pancerną Grupę Brygadową w drodze powrotnej do Livry.

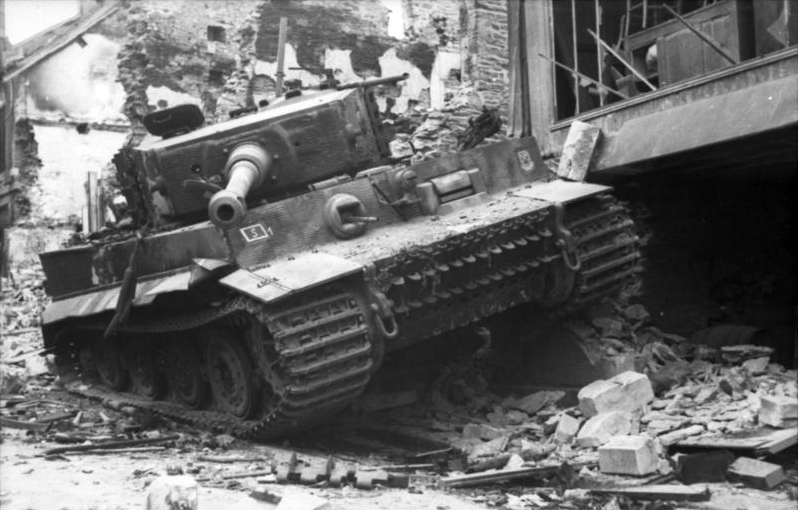
Jeden z czołgów Tygrys obezwładnionych w Villers-Bocage

Czołgi Dywizji Panzer Lehr przybyły, aby zabezpieczyć północne i zachodnie wyjścia z Villers-Bocage, lecz zostały zaatakowane przez brytyjskie działa przeciwpancerne, a kilka z nich zostało zniszczonych, zanim reszta uciszyła brytyjskie armaty. 101. batalion czołgów ciężkich SS wpadł w zasadzkę w centrum miasta. Kilka Tygrysów i Panzer IV zostało trafionych ogniem dział przeciwpancernych, Shermanów Firefly i brytyjskiej piechoty z granatnikami PIAT. Uszkodzone maszyny zostały później podpalone przez ich załogi, a brytyjska i niemiecka piechota walczyły ze sobą przez całe popołudnie. Brytyjskie pozycje były bombardowane przez ciężką artylerię, a kilka niemieckich ataków zostało odpartych przez brytyjską artylerię polową strzelającą z odsłoniętych pozycji. Brytyjska kompania została w końcu zmuszona odwrotu, pluton wzięty do niewoli, a kwatera główna batalionu znalazła się pod ostrzałem. Bryg. Hinde zdecydował, że grupa brygadowa powinna wycofać się do rana do punktu 174, obszaru wzniesień na zachód od Villers-Bocage, w pobliżu Amayé-sur-Seulles. O godz. 20:00 wycofanie rozpoczęło się pod osłoną ostrzału artyleryjskiego i zostało przeprowadzone w większej mierze bezproblemowo.

### 14 czerwca

#### 50 Dywizja Piechoty Northumbrian

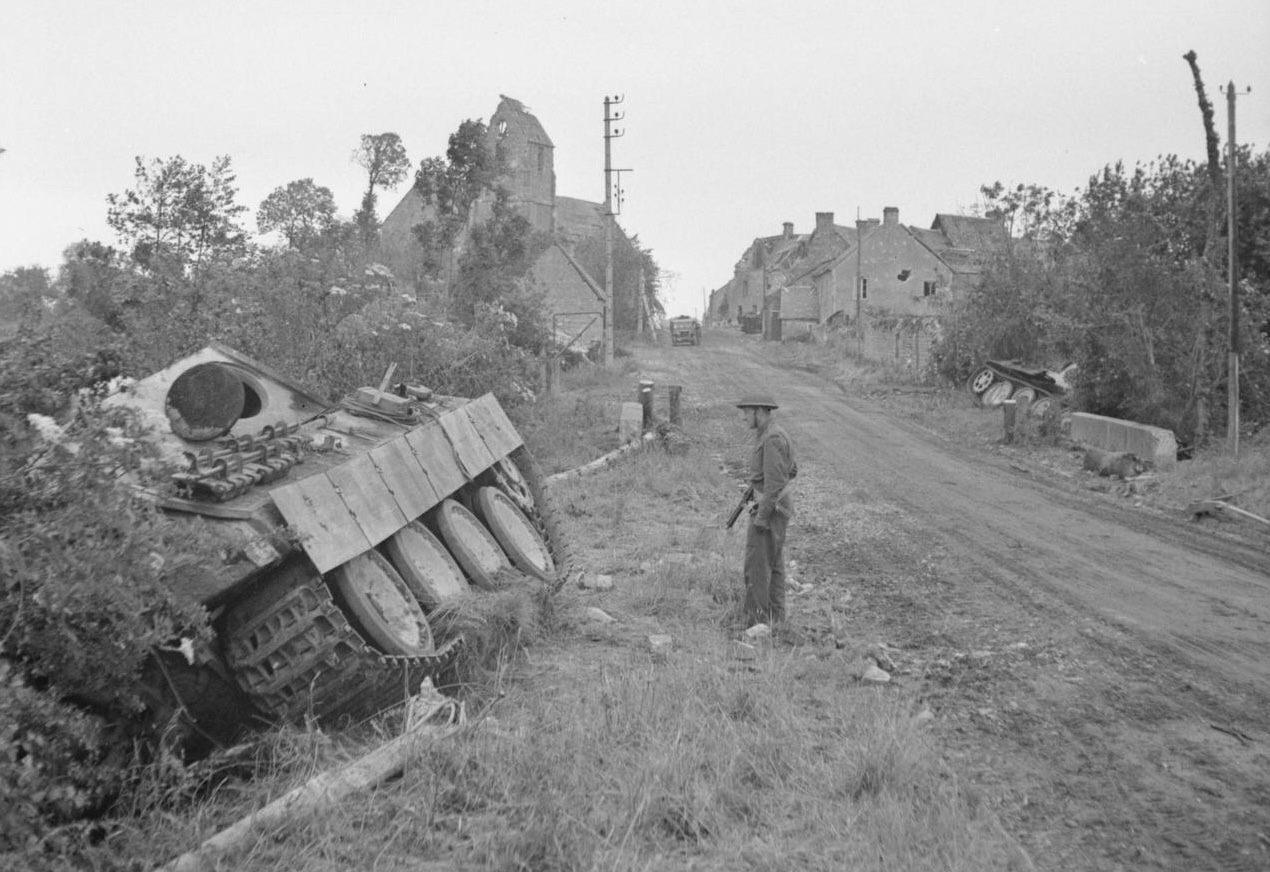
Dwa z pięciu czołgów Pantera obezwładnionych przez sierż. Wilfreda „Spit” Harrisa (dowódcę czołgu Sherman Firefly) i szer. Iana Mackillopa (działonowego) na zachodnim krańcu Lingèvres, gdzie rozpoczął się drugi atak

Rankiem 14 czerwca Montgomery porzucił atak okrążający na Caen, ponieważ brakowało mu „wystarczającej siły, by działać ofensywnie na obu flankach”. XXX Korpus otrzymał rozkaz kontynuowania „skoncentrowanego pojedynczego ciosu”, podczas gdy w obszarze I Korpusu atak 51 Dywizji Piechoty Highland został „uciszony”. 50 Dywizja Piechoty Northumbrian kontynuowała uderzenie na południe, aby zepchnąć siły niemieckie. 14 czerwca, wspierana przez artylerię dywizji i samoloty RAF-u, dywizja zaatakowała w sile dwóch brygad w kierunku Senaudière, la Belle Epine, Lingèvres i Verrières. Jeśli atak by się powiódł, należało go wykorzystać do zdobycia Hottot-les-Bagues. Aby przygotować trasę ataku, przeprowadzono rozpoznanie poprzedniego wieczora, lecz grenadierzy pancerni z Dywizji Panzer Lehr zadali wiele strat wśród żołnierzy brytyjskich; ofiary niemieckie są nieznane, chociaż na pewno jeden czołg został zniszczony.
Główny atak rozpoczął się o 10:15 następnego ranka, kiedy 151 Brygada Piechoty Durham i czołgi 4/7 Pułku Królewskich Dragonów Gwardii zbliżyły się do Lingèvres i Verrières. Niemieccy obrońcy wstrzymywali ogień, dopóki Brytyjczycy nie znaleźli się mniej niż 140 m od ich pozycji. Kulminacją walk był atak 6. batalionu Lekkiej Piechoty Durham, który z silnym wsparciem artyleryjskim zajął pozycje niemieckie. Dwie kompanie podeszły do Verrières, które okazało się opuszczone, ale dalsze postępy zostały spowolnione przez niemiecką piechotę i czołgi. 9. batalion Lekkiej Piechoty Durham został również zatrzymany przez niemiecki ogień karabinów maszynowych i potrzebował swoich rezerwowych kompanii, aby przebić się przez pozycje niemieckie. Około 13:30 batalion zdobył Lingèvres i przeniósł do wioski swoje działa przeciwpancerne, choć większość z nich została wyłączona z akcji podczas pierwszego niemieckiego kontrataku.
Dwie Pantery zostały dostrzeżone podczas zbliżania się do Lingèvres przez sierż. Wilfreda Harrisa, dowódcę czołgu Sherman Firefly, który zaangażował się w walkę na dystansie 370 m, niszcząc pierwszy i uszkadzając drugi czołg nieprzyjaciela. Kiedy Harris zmieniał swoją pozycję, drużyna piechoty polująca na czołgi pod dowództwem mjr. Johna Mogga (pełniący obowiązki dowódcy 9. batalionu Lekkiej Piechoty Durham) dobiła uszkodzoną Panterę. Inne grupy piechoty odepchnęły kolejną atakującą Panterę, brytyjski M4 Sherman został zniszczony, a trzecia Pantera obezwładniona przez Shermana. Trzy kolejne Pantery ruszyły w kierunku wioski; Harris zniszczył główny pojazd poza zabudowaniami, a pozostałe dwa czołgi wewnątrz wsi, w tym jeden w centrum Lingèvres. 231 Brygada Piechoty osiągnęła swoje cele przed zapadnięciem zmroku i nawiązała kontakt ze 151 Brygadą Piechoty. Oficer 6. batalionu Lekkiej Piechoty Durham powiedział, że był to najlepszy atak przeprowadzony przez batalion podczas całej kampanii. W sumie dziewięć niemieckich czołgów zostało obezwładnionych w ciągu jednego dnia, ale 50 Dywizja Piechoty Northumbrian nie była w stanie przedrzeć się przez obronę Dywizji Panzer Lehr, a Pułk Lekkiej Piechoty Durham poniósł 353 ofiary.

#### Bitwa o Wyspę

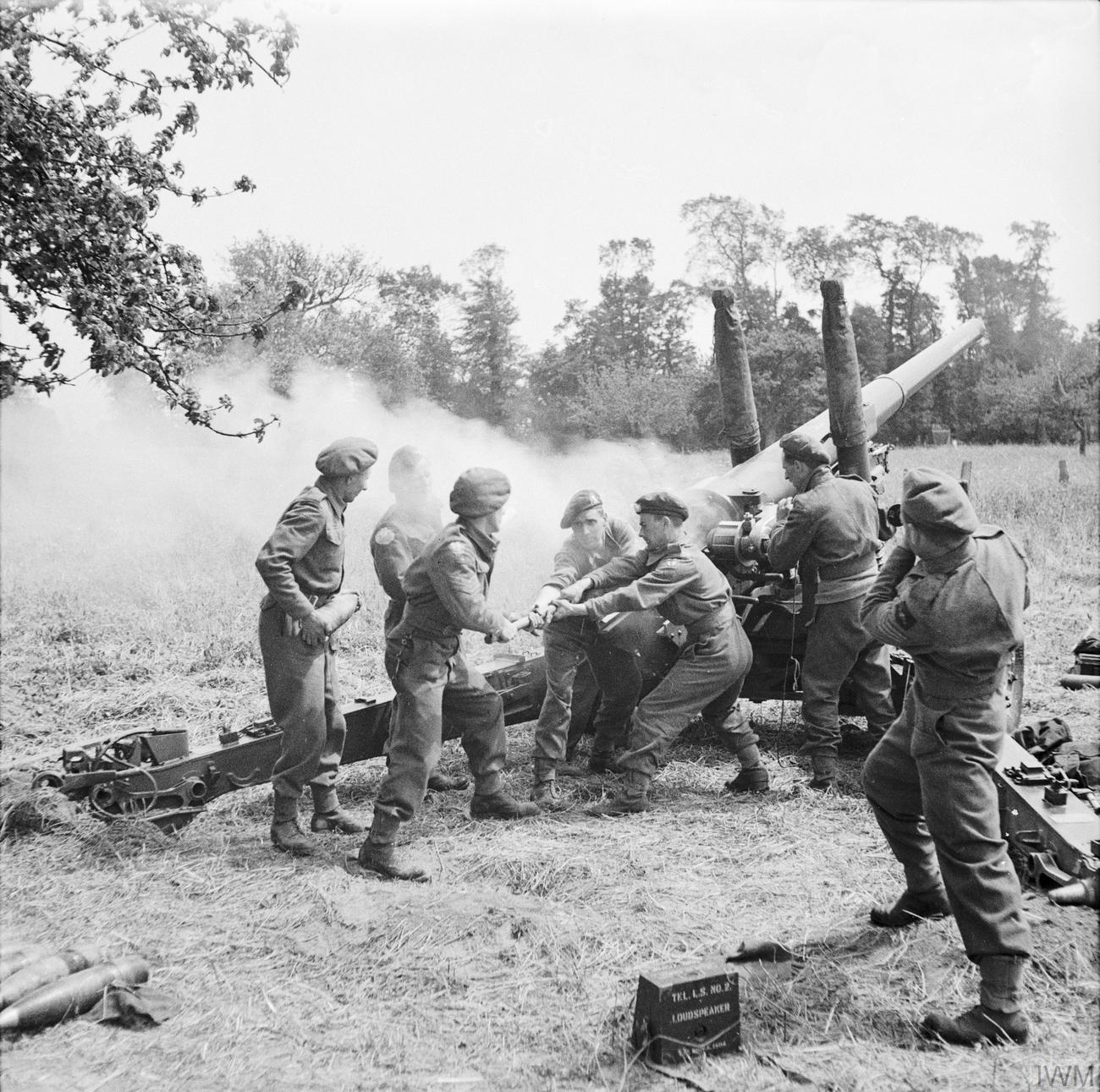
Armata 4,5-calowa 64 Pułku Średniej Artylerii Królewskiej

22 Pancerna Grupa Brygadowa zakończyła odwrót do 14 czerwca i utworzyła perymetr obronny o powierzchni mniejszej niż 2 km kw. w pobliżu Wzgórza 174. Walki o to miejsce stały się znane jako bitwa o Wyspę lub bitwa o pozycję na Wyspie, jak nazwano je w raporcie z akcji 22 Pancernej Grupy Brygadowej. Inne nazwy nadane akcji to bitwa o brygadę i bitwa o Amayé-sur-Seulles.
Dywizja Panzer Lehr broniła się przed atakiem 50 Dywizji Piechoty Northumbrian i jednocześnie kontratakowała na odcinku 7 Dywizji Pancernej, przy wsparciu 1. kompanii 101. batalionu czołgów ciężkich SS. Batalion rozpoznawczy 2 Dywizji Pancernej i inne małe jednostki piechoty również stanęły naprzeciw sektora obrony brygady, ale czołgi 2 Dywizji Pancernej jeszcze tam nie dotarły. Brytyjska 131 Brygada Piechoty (jeden batalion piechoty i pułk pancerny) przeniosła się do Livry. Rano 131 Brygada Piechoty utrzymywała drogę z sektora obrony brygady do obszaru Livry–Briquessard, a myśliwce bombardujące Hawker Typhoon atakowały pozycje niemieckie w pobliżu perymetru obronnego Brytyjczyków.
Niemiecka piechota zauważona przy zbliżaniu się do pozycji brygady została ostrzelana przez ciężką artylerię i odparta. Około 9:00 kolejna fala piechoty zaatakowała Brytyjczyków. Rozpoczęły się walki wręcz, a pluton brytyjski został zmuszony do odwrotu, lecz szybkie brytyjski kontratak piechoty i czołgów wyparł niemiecką piechotę ze zdobytych pozycji i przywrócił linię obrony. Niemcy odpowiedzieli ogniem nękającym, ostrzałem snajperów, moździerzy i ciężkim ostrzałem artyleryjskim. Po długim bombardowaniu o godz. 19:00 dokonano równoczesnych ataków z północy i południa, czołgami i piechotą, które włamały się do perymetru obronnego i zbliżyły się do kwatery głównej brygady, skąd zostały wyparte około 22:30.
Dowódca 7 Dywizji Pancernej był przekonany, że jego pozycja jest bezpieczna, ale porażka prób 50 Dywizji Nothumberian, aby przedrzeć się przez Dywizję Panzer Lehr i dotrzeć do 7 Dywizji Pancernej, doprowadziła do wycofania się grupy brygadowej w celu wyprostowania linii frontu. Odwrót o kryptonimie operacja Anissed rozpoczął się tuż po północy. Naloty bombowców na Aunay-sur-Odon i Évrecy zabiły 29 ofiar Niemców, zniszczyły jeden czołg Tygrys i uszkodziły trzy inne. Ogień nękający artylerii utrzymano na północ i południe od trasy odwrotu, ale Niemcy niewiele zrobili, aby temu przeciwdziałać. Straty niemieckie obejmowały 700–800 żołnierzy i 8–20 czołgów, w tym kilka Tygrysów; straty brytyjskie były niewielkie, utracono tylko trzy czołgi. Reynolds nazwał szacowaną ilość niemieckich ofiar „przesadą”, a w swoim raporcie bryg. Hinde napisał: „wątpliwe jest, czy nakłady spożytkowane na artylerię i amunicję do broni strzeleckiej były uzasadnione skalą wysiłków wroga”.

## Następstwa

### Analiza
Niepowodzenie operacji spowodowało, że gen. Dempsey napisał: „nie ma teraz szansy na szybką operację łączoną z wojskami lotniczymi, aby zdobyć Caen, albo pogłębić przyczółek na froncie XXX Korpusu. Jest już jasne, że Caen można wziąć tylko przez atak frontalny, lecz obecnie nie mamy do tego ludzi ani amunicji”. Po wojnie dowódca 2 Armii twierdził, że atak 7 Dywizji Pancernej powinien się udać, a jego wątpliwości co do przydatności Bucknalla i Erskine' a wzrosły. Dempsey nazwał dowodzenie w bitwie w wykonaniu swoich podwładnych „hańbą” i powiedział, że decyzję o wycofaniu się z Villers-Bocage podjął dowódca korpusu i Erskine. Carlo D’Este nazwał komentarze Dempseya „nadmiernie surowymi”, ale historycy co do zasady je popierają, sugerując, że Bucknall zmarnował wielką okazję do szybkiego zdobycia Caen. John Buckley ocenił, że Bucknall nie był gotowy do wsparcia ataku, gdy pojawiły się problemy i że Erskine nie był w stanie opanować sytuacji. Oficjalny historyk armii brytyjskiej, Lionel Ellis napisał, że wynik bitwy był „rozczarowujący”, ale przez potęgę bojową Dywizji Panzer Lehr i niespodziewane przybycie 2 Dywizji Pancernej 7 Dywizja Pancerna „nie mogła osiągnąć pełnego sukcesu”. W 2001 r. Michael Reynolds zauważył, że czołgi 2 Dywizji Pancernej nie znajdowały się w pobliżu Villers-Bocage. Hubert Meyer napisał, że operacja Perch nie powiodła się, ponieważ 50 Dywizja Northumbrian i jej brygada pancerna nie mogły pokonać Dywizji Pancernej Lehr, 51 Dywizja Piechoty Highland na wschodnim krańcu przyczółka zawiodła, a także z powodu szybkiego kontrataku dokonanego przez awangardę 2 Dywizji Pancernej.
Skrytykowano przydzielenie niewystarczającej ilości piechoty do ataku, ponieważ zostały do niego przeznaczone tylko dwa bataliony piechoty i większość 1. batalionu Brygady Strzelców dostępne dla 7 Dywizji Pancernej 13 czerwca oraz trzy świeże brygady piechoty na przyczółku. Reynolds napisał, że Bucknall był winny tego, iż nie skoncentrował wystarczająco swoich sił. D’Este zgodził się co do tego, ale Bucknall bronił swojej decyzji, twierdząc, że „49 [Dywizja] [...] nie miała doświadczenia bojowego i ważne było, aby dobrze wprowadzić ją w chrzest bojowy w odpowiednio skoordynowanej bitwie i nie włączać jej w gorącą bitwę pancerną, taką jak wokół Villers-Bocage i Amaye ”. Buckley stwierdził, że operacja zakończyła się niepowodzeniem. Terry Copp napisał, że Dempsey nie docenił siły Niemców i ich poświęcenia w obronie posiadanego przez nich terenu. Mungo Melvin napisał, że Dempsey i 2 Armia źle radziły sobie z podporządkowanymi formacjami, nie dając podwładnym określonych zadań, jasnych zamiarów i pozwalając na zbytnią dowolność w interpretacji rozkazów.
Chester Wilmot nazwał operację Perch strategicznym sukcesem: „Przedwczesnym zaangażowaniem swoich sił pancernych Rommel opóźnił natarcie Brytyjczyków, ale tym posunięciem zagrał na korzyść Montgomery'ego, ponieważ kiedy dywizje pancerne zostały związane w bitwie z 2 Armią, nie mogły być użyte do ich właściwego zadania ofensywnego”. Stephen Badsey napisał, że zdanie wypowiedziane przez Montgomery'ego do Bradleya: „Caen jest kluczem do Cherbourga” było prawdziwe. Ryzyko przełamania frontu w rejonie Caen unieruchomiło niemieckie dywizje pancerne na wschodnim krańcu frontu, niezdolne do przeprowadzenia kontrofensywy przeciwko amerykańskiej 1 Armii. Ingerencja Hitlera uratowała reputację wojskową Rommla, ponieważ w przeciwnym wypadku niezdolność do podjęcia operacji pancernych na półwyspie Cotentin, trudności związane z przemieszczaniem się i zaopatrzeniem wojsk w rejonie oraz siła wojsk anglo-kanadyjskich doprowadziłyby do szybszej i pełniejszej porażki armii niemieckiej w Normandii. Na mocy rozkazu z 12 czerwca Hitler uczynił resztę kampanii normandzkiej walką na wyczerpanie.

### Straty

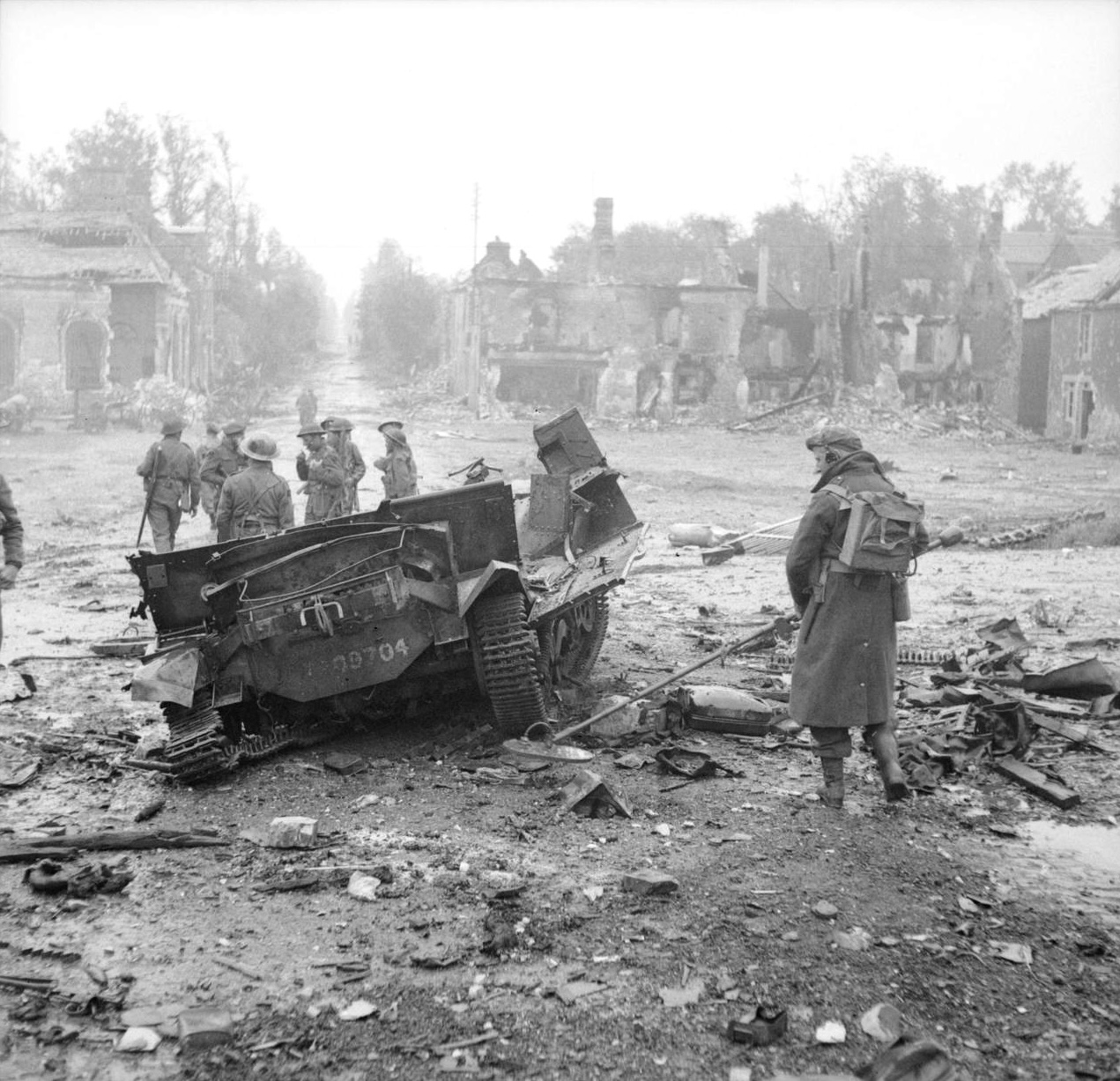
Wrak transportera Universal Carrier wysadzonego w powietrze przez minę w Tilly-sur-Seulles, 19 czerwca 1944 r. Miasto „było jednym z pierwszych miast i wsi, które zostały praktycznie starte z powierzchni ziemi podczas wyzwalania Francji”

Podczas operacji Perch, 101. batalion czołgów ciężkich SS poniósł 27 ofiar, stracił dziewięć czołgów, a kolejnych 21 zostało uszkodzonych; walki pozostawiły batalion z zaledwie 15 sprawnymi czołgami dostępnymi 16 czerwca. W przypadku większości formacji biorących udział w walce określone dane dotyczące ofiar są niedostępne. Do końca czerwca Dywizja Panzer Lehr straciła 2972 żołnierzy i zgłosiła utratę 51 czołgów i dział szturmowych, 82 pojazdów półgąsienicowych i 294 innych pojazdów. Do 16 czerwca 12 Dywizja Pancerna SS zgłosiła 1417 ofiar (na które składało się 405 zabitych, 847 rannych i 165 zaginionych), a do 26 czerwca utratę 41 czołgów (26 Panzer IV i 15 Panter). Do 16 czerwca 21 Dywizja Pancerna poniosła straty w wysokości 1864 ludzi; przed inwazją dywizja posiadała 112 czołgów, a 16 czerwca zgłosiła posiadanie tylko 85 sprawnych czołgów. Do końca czerwca 7 Dywizja Pancerna poniosła 1149 ofiar i straciła co najmniej 38 czołgów podczas operacji Perch. Do końca miesiąca 50 Dywizja Piechoty Northumbrian poniosła łączne straty w wysokości 4 476 osób.

### Tytuły honorowe
System bitewnych tytułów honorowych Wielkiej Brytanii i Brytyjskiej Wspólnoty Narodów nagradzał jednsotki za udział w rozbudowie przyczółka w okresie operacji Perch w 1956 r., 1957 r. i 1958 r. Jedna jednostka otrzymała tytuł honorowy Port En Bessin, jedna formacja Sully, cztery jednostki wyróżniono tytułem Breville, a 11 pułków otrzymało tytuł honorowy Villers-Bocage. Ponadto za udział w rozbudowie przyczółka w dniach 14–19 czerwca dziesięć jednostek nagrodzono tytułem Tilly Sur Seulles.

### Późniejsze operacje
Bitwa pomiędzy 50 Dywizją Northumbrian a Dywizją Panzer Lehr trwała kilka dni i do 15 czerwca XXX Korpus twierdził, że zniszczył co najmniej 70 niemieckich czołgów. 18 czerwca Brytyjczycy ponownie wkroczyli do Tilly-sur-Seulles i następnego dnia zajęli wioskę, napotykając tylko lekki opór; podczas kampanii normandzkiej miejscowość przechodziła z rąk do rąk w sumie 23 razy. Brytyjczycy zaatakowali Hottot-les-Bagues zajęte przez Dywizję Panzer Lehr i zdobyli przyczółek w wiosce, dopóki nie zostali zmuszeni do jej opuszczenia przez niemiecki kontratak czołgów i piechoty. Brytyjczycy przejęli wioskę, a następnie wycofali się w nocy. 7 Dywizja Pancerna została wycofana i wzmocniona przez 33 Brygadę Pancerną, która wylądowała na plaży. Wzmocniona dywizja miała zaatakować ponownie, ale 19 czerwca rozpoczął się wielki sztorm na Kanale La Manche, który opóźnił lądowanie zapasów, a wszystkie brytyjskie ataki zostały przełożone. Dzielnice Caen położone na północ od rzeki Orne zostały zdobyte podczas operacji Charnwood (8–9 lipca), a południowe przedmieścia podczas kanadyjskiej operacji Atlantic (18–20 lipca).